# 팔제르베르크

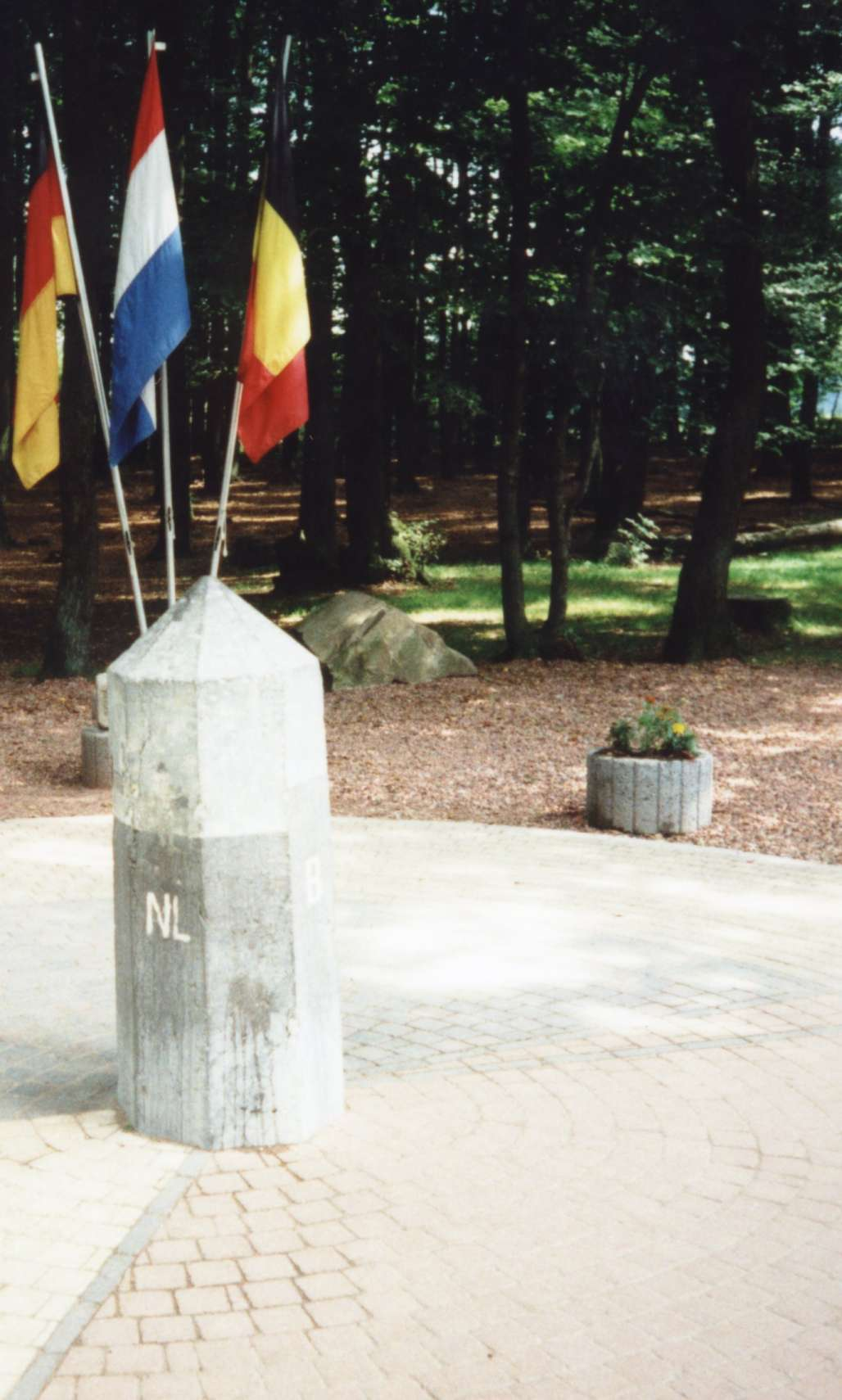
팔제르베르크

팔제르베르크(네덜란드어: Faalzerberq, 독일어: Vaalserberg)는 네덜란드의 산으로, 해발 322.7m이다.

## 삼합점
팔제르베르크 산은 네덜란드, 독일, 벨기에 국경이 만나는 삼합점이다. 때문에 산 정상은 3국이 만나는 곳으로 불리며 각 언어별로 명칭도 다르다.
- 네덜란드어 : Drielandenpunt (3국이 만나는 지점)
- 독일어 : Dreiländereck (3국의 끄트머리)
- 프랑스어 : Trois Frontières (3국의 경계)

삼협점에서 벨기에 쪽은 왈롱 지역을 마주하는데 일반적으로 프랑스어를 많이 쓰는 지역이며 극소수의 독일어권 지역도 있다. 1830년~1919년에는 중립 모레스네와도 경계가 접해져 사협점을 이루기도 했는데, 이 지역은 현재 벨기에 독일어권 지역으로 편입되어 있다.

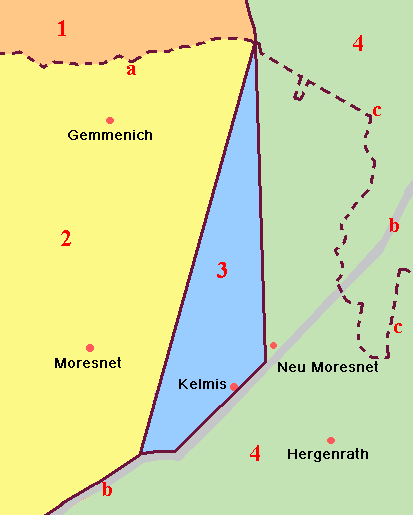
제1차 세계 대전 발발 이전의 옛 국경. 팔제르베르크 산은 위쪽 중앙의 네 선이 모이는 자리에 위치해 있다.
범례
(1) 네덜란드 림뷔르흐주
(2) 벨기에 리에주주
(3) 중립 모레스네
(4) 프로이센 라인란트

지금의 벨기에-독일 국경은 옛날의 모레스네-프로이센 국경과 일치하지 않고 좀더 동쪽으로 자리해 있다. 이 때문에 역사상 팔제르베르크 산에 걸친 국경선은 다섯 개에 달하지만, 네 개 이상의 국경이 동시에 걸친 적은 없었다. 다만 제1차 세계대전이 벌어지고 난 1917년부터 1920년까지의 기간에는 국경선이 모호하여 분쟁 중이었기에 예외였다.
이 국경점으로 팔제르베르크 산은 네덜란드의 유명 관광지가 되었다. 벨기에 쪽에는 발두앵 탑 (네덜란드어: Boudewijntoren, 프랑스어: Tour Baudouin)이 하나 있는데 이곳으로 올라가면 주변 풍광을 한눈에 내려다볼 수 있다.